# Alexander Lernet-Holenia
Alexander Lernet-Holenia, nato Alexander Marie Norbert Lernet (Vienna, 21 ottobre 1897 – Vienna, 3 luglio 1976), è stato uno scrittore, drammaturgo, traduttore, poeta, saggista e sceneggiatore austriaco fra i più importanti, nel suo paese, del XX secolo.
Autore di romanzi, raccolte di poesie, biografie, traduzioni nonché di alcuni drammi teatrali, radiofonici e televisivi e di numerosi soggetti per il cinema.

## Biografia

### La nascita e la giovinezza (1897 - 1920)
Alexander Marie Norbert Lernet nasce a Vienna il 21 ottobre del 1897.
Sua madre, la vedova Sidonie Boyneburgk-Stettfeld, è una baronessa che ha sposato in seconde nozze Alexander Lernet, un ufficiale di marina imbarcato su navi passeggeri di linea. La coppia, che si era già divisa in precedenza, si separa definitivamente poco dopo la nascita del bambino e secondo quanto riportato da alcune voci circolanti in quel periodo, sarebbe stato un arciduca della casa d'Asburgo il vero padre del piccolo Alexander. Lo scrittore non smentirà né confermerà mai queste voci ed anzi contribuirà in qualche modo a diffonderle indirettamente.
Dopo una infanzia trascorsa in diverse località austriache consegue il diploma di maturità nel luglio del 1915 a Waidhofen e si iscrive alla Università di Vienna dove frequenta la facoltà di Scienza del Diritto.
Nel settembre dello stesso anno si arruola come volontario nel 9º Reggimento Dragoni e partecipa al primo conflitto mondiale come ufficiale, prendendo parte alle campagne che si svolgono in Polonia, in Slovacchia, in Russia, in Ucraina e in Ungheria. Le esperienze e le conoscenze maturate durante la guerra in questi diversi paesi dell'Europa orientale costituiranno un bacino culturale importante al quale lo scrittore attingerà spesso nelle sue opere successive.
Durante la guerra compone delle poesie, una delle quali, Himmelfahrt Henochs  (L'ascesa al cielo di Enoch), verrà inviata dall'autore stesso a Rainer Maria Rilke, il poeta boemo di lingua tedesca che successivamente si prodigherà con impegno per il giovane Lernet-Holenia.
Di ritorno dalla guerra si stabilisce per qualche tempo a Klagenfurt e prende parte a quel movimento di resistenza armata, denominato Kärntner Abwehrkampf che si oppone all'annessione al neonato Regno di Jugoslavia della Carinzia meridionale, a maggioranza slovena. In Carinzia conosce Johannes Lindner, Josef Freidrich Perkonig e lo scrittore Emil Lorenz che diventerà uno dei suoi amici più stretti.
Nel 1920 viene adottato dalla famiglia della madre, gli Holenia, ricchi benestanti residenti in Carinzia e da quel momento assume il doppio cognome di Lernet-Holenia. Risale a questo periodo della sua vita la scelta definitiva di divenire scrittore e traduttore.

### Gli esordi letterari (1921-1939)
Nel 1921 pubblica presso la WILA - Wiener Literarische Gesellschaft la sua prima raccolta di poesie: Pastorale.
Nel 1923 abbandona la originaria religione evangelica e si converte al cattolicesimo. Nello stesso anno pubblica la raccolta di poesia Kanzonnair (Canzoniere), firmandolo Alexander Maria Lernet, in onore di Rainer Maria Rilke, cui il libro è dedicato. Il libro, nonostante il sostegno entusiastico di Hermann Bahr e del Rilke non ottiene un particolare successo di pubblico.
Nel 1925 pubblica il suo primo dramma teatrale, il Demetrius al quale fanno seguito l'anno successivo le commedie Ollapotrida e Österreichische Komödie per la quale verrà insignito nel 1926 del prestigioso Premio Kleist e l'anno seguente del premio Goethe, assegnato dalla città di Brema.
Insieme con quelli letterari giungono per il giovane scrittore anche i primi sostanziosi riconoscimenti economici e all'inizio del 1928 Lernet-Holenia è già uno scrittore famoso ed affermato.
Nello stesso anno si trasferisce a Sankt Wolfgang im Salzkammergut dove la madre possiede una lussuosa residenza in riva al lago.
A St. Wolfgang lo scrittore incontra Leo Perutz al quale lo legherà una grande e sincera amicizia e un importante sodalizio artistico. Lernet-Holenia infatti curerà personalmente le edizioni postume di alcuni importanti romanzi dello scrittore ceco di origine ebraica e, per l'impronta e l'influenza ricevute, sarà considerato da gran parte della critica il discepolo più importante e significativo del padre del genere storico-fantastico morto nel 1957.
Nel 1928, sotto lo pseudonimo di Clemens Neydissen, scrive con Stefan Zweig il pezzo teatrale Gelegenheit macht Liebe ("L'occasione fa innamorare") noto anche come Quiproquo.
Nel 1930 lo scrittore austriaco viene accusato di plagio. Secondo il critico letterario Bernhard Diebold, al quale deve attribuirsi la candidatura dello stesso Lernet-Holenia al premio Kleist ottenuto nel 1926, il pezzo teatrale intitolato Attraktion, scritto in collaborazione con Paul Frank, sarebbe stato in gran parte copiato da un'opera di Karl Stecker intitolata Das Krokodil.
L'accusa manda su tutte le furie Lernet-Holenia che, coerente a quei suoi principi morali professati talvolta con estrema intransigenza, provoca uno scandalo e restituisce addirittura il premio che gli era stato conferito con merito quattro anni prima.
Gli anni trenta sono per lo scrittore un periodo di frequenti viaggi in Sud America e in Asia.
Scrive e pubblica opere di generi diversi, pezzi teatrali, raccolte di poesie, racconti, romanzi. Da tre di questi verranno ricavate delle trasposizioni cinematografiche: Die Abenteuer eines jungen Herrn in Polen del 1931 (romanzo pubblicato in Italia con il titolo Avventure di un giovane ufficiale in Polonia), portato sugli schermi e interpretato da Gustav Fröhlich nel 1935, Ich war Jack Mortimer (Ero Jack Mortimer) del 1932, diretto dallo stesso regista del precedente nel 1935 e Die Standarte (Lo stendardo) del 1934, dal quale Ottokar Runze ricava un film nel 1977.
In questo periodo stringe legami di amicizia con diverse personalità della letteratura e dell'arte mittel-europea di lingua tedesca, come ad esempio Carl Zuckmayer e Ödön von Horváth. Quest'ultimo sarà suo testimone di nozze nel 1933.

### Il successo (1939-1945)
Nel 1939, al ritorno da un suo viaggio in America, viene arruolato nell'esercito in vista della mobilitazione che precede lo scoppio della seconda guerra mondiale ma dopo solo due giorni dall'invasione della Polonia da parte delle truppe tedesche, rimane gravemente ferito e viene rimpatriato a Berlino dove viene nominato capo della sezione di drammaturgia dell'ufficio cinematografico militare (Heeresfilmstelle). Il lavoro presso la casa di produzione cinematografica viene retribuito molto bene e gli consente di raggiungere una relativa indipendenza economica e di dedicarsi con più impegno a quella che lui ritiene la sua vera occupazione: la letteratura.
Sulle piste di sci di Kitzbühel in Austria aveva incontrato la berlinese Eva Vollbach che più tardi sarebbe divenuta sua moglie.
Nel 1941 viene pubblicato sulla rivista Dame quella che è considerata la sua opera più famosa: Mars im Widder (Marte in Ariete). Nella seconda parte del romanzo viene descritta nei dettagli, con notevole realismo e totale assenza di retorica propagandistica, l'invasione tedesca della Polonia, paese verso il quale l'autore nutre un certo affetto maturato dai tempi del primo conflitto mondiale. Inoltre, il protagonista, ufficiale dell'esercito, soffre di allucinazioni; il capitano ha un cognome tipicamente ebraico; infine, un importante personaggio del romanzo si chiama di cognome Sodoma; un altro personaggio, Cuba Pistohlkors, è ispirato dalla sua amica Charlotte Sweceny, conosciuta nel 1938 al caffè Herrenhof di Vienna, la loro corrispondenza è stata pubblicata nel 2013. 
La vendita del libro viene bloccata dal Ministero della Propaganda del Reich e tutte le copie, già pronte per la distribuzione, vengono ritirate dalle librerie e trasportate presso un magazzino di Lipsia, dove verranno distrutte da un incendio scoppiato in seguito ad un bombardamento aereo. Il romanzo, pubblicato solo nel 1947, è unanimemente considerato l'unica opera di opposizione al regime scritta in Austria durante la guerra.
Nel 1942 esce nelle sale cinematografiche quello che è considerato il più grande successo commerciale del periodo nazionalsocialista, il film di Rolf Hansen interpretato dall'attrice svedese Zarah Leander: Die große Liebe (Il grande amore). Il film è tratto da un soggetto originale dello stesso Lernet-Holenia.

Da un brano della lettera scritta nello stesso anno al suo editore, si evince pienamente il particolare stato di grazia raggiunto in quel momento dallo scrittore austriaco, nonostante la guerra che devasta il continente: 
Il libro al quale Lernet-Holenia allude nella sua lettera esce nello stesso 1942 ed è Beide Sizilien (tradotto in Italia con il titolo de Le due Sicilie) che, come afferma Hilde Spiel, rappresenta davvero il punto più alto della letteratura epica espressa dall'autore austriaco.
Sino al 1944 Lernet-Holenia risiede a Berlino dove rimane in contatto con Gottfried Benn e Alfred Kubin. Al termine della guerra si trasferisce di nuovo con la moglie a St Wolfgang dove la coppia rimane sino al 1951, anno nel quale faranno ritorno a Vienna.

### Gli anni successivi alla guerra (1945-1957)
In questi anni Lernet-Holenia pubblica diverse raccolte di poesie e racconti che, scritti durante la guerra, erano stati tenuti da parte.
Lo scrittore fu uno tra i pochi intellettuali di lingua tedesca non ebrei a non condividere mai la ideologia nazionalsocialista e a non accettare di diventare membro del partito nazista o di una delle sue numerose organizzazioni.
Lernet-Holenia rimase fedele a quella sua particolare forma di aristocratica indipendenza intellettuale anche quando, impiegato come drammaturgo in der Höhle des Löwen (nella tana del leone, come amava definire Berlino), scriveva soggetti per film e pezzi teatrali.
Questo fece sì che, all'indomani della fine della guerra, il nome di Lernet-Holenia non fosse incluso in nessuna lista di proscrizione di intellettuali collusi con il regime nazista e anzi, esso fosse indicato spesso come esempio di resistenza passiva opposta alla politica culturale nazionalsocialista.
Il periodo immediatamente successivo alla fine della guerra è un momento di grande attività per lo scrittore austriaco che con i suoi romanzi e dalle pagine di alcune riviste lancia frequenti orgogliosi incitamenti alla rinascita e alla ricostruzione.
Lernet-Holenia rappresenta in questa fase post-bellica uno dei simboli della volontà di rigenerazione per la letteratura di lingua tedesca, sospettata di essere stata troppo collaterale alla cultura di regime.
In questi anni viene insignito di diversi premi e diviene membro della Akademie für Sprache und Dichtung di Darmstadt (L'Accademia di Lingua e Poesia tedesca). La centralità della produzione di Lernet-Holenia viene ribadita ironicamente da Hans Weigels che nel 1948 afferma: "In questo momento la letteratura austriaca è rappresentata sostanzialmente da due soli autori, ovvero da Lernet e da Holenia".

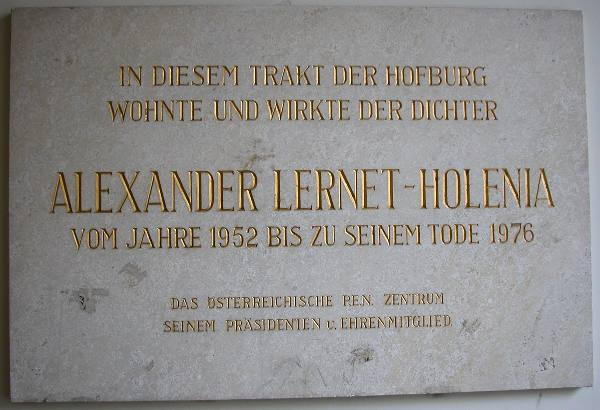
Targa commemorativa di Lernet-Holenia alla Hofburg

Nel 1952 lo scrittore torna a Vienna con la moglie e si stabilisce in un esclusivo appartamento della  Hofburg; la residenza di St. Wolfgang però non verrà mai abbandonata e la coppia trascorrerà nella cittadina austriaca soggiorni lunghi e regolari.
A partire dal 1954 e per i dieci anni successivi, Lernet-Holenia sarà coeditore della rivista Forum, mentre nel 1955 pubblica il romanzo Graf Luna (Il Conte Luna) che viene accolto dalla critica con toni molto lusinghieri. Nello stesso anno esce un curioso pamphlet pubblicato in forma di romanzo con il quale lo scrittore si scaglia violentemente contro il sistema fiscale austriaco. Il libro, intitolato Finanzamt (Ufficio delle imposte dirette), rappresenta un esempio tipico di quella che sarà la tarda produzione letteraria di Lernet-Holenia nella quale questioni private o vicende personali, trattate con un forte spirito polemico, verranno portate a conoscenza del grande pubblico. I destinatari delle sue querelle non sono rappresentati esclusivamente da istituzioni pubbliche ma anche da una certa stampa, da alcuni scrittori e dalla stessa dinastia degli Asburgo, dalla quale Lernet-Holenia lascia credere di discendere.
Nel 1957 muore Leo Perutz, l'amico amatissimo, e Lernet-Holenia tiene l'orazione funebre ufficiale. Sarà lui a far pubblicare due anni dopo l'ultimo romanzo di Perutz, che era rimasto inedito: Il Giuda di Leonardo.

### I premi letterari e la vicenda del Pen-Club Austriaco (1958-1972)
Nel corso della sua attività di scrittore Lernet-Holenia sarà insignito di diverse onorificenze e rimarrà attivo dal punto di vista letterario sino a poco prima della morte.
Alla fine degli anni Cinquanta viene insignito della Grossen Verdienstkreuz des Verdienstordens der Bundesrepublick Deutschland (la Croce al merito della Repubblica tedesca) e poco dopo della Ehrenkreuz fuer Wissenschaft und Kunst der Republick Oesterreich (la Croce d'Onore per le Scienze e per le Arti della Repubblica austriaca), quest'ultima verrà però restituita dallo stesso Lernet-Holenia in seguito, nel pieno di quella polemica che lo vedrà contrapposto al fisco austriaco, da lui con disprezzo definito Finanz-SS (fisco nazista).
Nel 1961 gli viene assegnato il Großer Österreichischer Staatspreis (Grande onorificenza dello stato austriaco) e nel 1967 la Ehrenmedaille in Gold der Stadt Wien (Medaglia d'onore della città di Vienna).
In questa fase della sua vita Lernet-Holenia continua ad essere molto prolifico dal punto di vista letterario.
Oltre a numerose traduzioni in tedesco tra le quali Die Verlobten, una pregevole trasposizione dall'italiano de il capolavoro di Alessandro Manzoni, I promessi sposi, si annoverano alcune importanti biografie di personaggi storici come ad esempio Prinz Eugen (Il Principe Eugenio di Savoia) del 1960, romanzi storici, drammi teatrali nonché articoli o interventi su alcune riviste.
A partire dal 1969 sarà presidente della sezione austriaca del PEN Club, carica che abbandonerà nel 1972 in segno di protesta contro l'assegnazione del Premio Nobel per la letteratura a Heinrich Böll. Al grande scrittore tedesco Lernet-Holenia contesta il sostegno ideologico a Ulrike Meinhof e alla Rote Armee Fraktion, l'organizzazione terroristica di estrema sinistra attiva in Germania dagli inizi degli anni settanta. La dura polemica contro Böll, oltre a non essere condivisa da molti dei suoi amici e collaboratori più stretti, porta alla scissione dello stesso Pen Club austriaco e alcuni autori, in aperta e dichiarata opposizione a Lernet-Holenia, considerato ormai il simbolo di una Austria imperiale anacronistica e inattuale, fondano il Circolo di Graz (Grazer Autorenversammlung). Tra loro alcuni nomi di spicco della moderna letteratura austriaca come Alfred Kolleritsch, Ernst Jandl e Peter Turrini.

### L'isolamento culturale e la morte (1972-1976)
La sua natura fortemente conservatrice e aristocratica, nonché i primi sintomi della grave malattia che lo colpisce, conducono l'autore, negli ultimissimi anni della sua vita, a un progressivo isolamento che lo vedrà abbandonare per sempre la scena pubblica.
Lernet-Holenia muore per un cancro ai polmoni il 3 luglio del 1976 e viene sepolto nel Hietzinger Friedhof di Vienna. Le sue opere, giudicate obsolete e inattuali, vengono quasi immediatamente dimenticate e l'autore austriaco viene fatto segno di un certo ostracismo postumo che lo relega ben presto nell'oblio.
La riscoperta dell'opera di Lernet-Holenia giunge verso la fine del secolo scorso quando, in concomitanza con il centenario della nascita, ne viene pubblicata la prima biografia, Die neun Leben des Alexander Lernet-Holenia (Le nove vite di Alexander Lernet-Holenia), a firma di Roman Rocek, poeta ed amico personale dello scrittore nonché curatore di alcune delle sue raccolte di versi.

## Opere
Viene indicata la traduzione solo per quelle opere edite in italiano.

### Liriche
- Pastorale (1921)
- Dies Büchlein sagt von hoher Minne (1922)
- Kanzonnair (1923)
- Das Geheimnis Sankt Michaels (1927)
- Die goldene Horde (1935)
- Die Trophäe (1941)
- Die Titanen (1945)
- Germanien (1946)
- Das Feuer (1949)

### Romanzi
- Die nächtliche Hochzeit (1930)
- Die Abenteuer eines jungen Herrn in Polen (1931) - tradotto in italiano e pubblicato con il titolo: Le avventure di un giovane ufficiale in Polonia
- Ljubas Zobel (1932)
- Jo und der Herr zu Pferde (1933)
- Ich war Jack Mortimer (1933) - tradotto in italiano e pubblicato con il titolo: Ero Jack Mortimer
- Die Standarte (1934) - tradotto in italiano e pubblicato con il titolo: Lo stendardo
- Die Auferstehung des Maltravers (1936) - tradotto in italiano e pubblicato con il titolo: La resurrezione di Maltravers
- Der Mann im Hut (1937) - tradotto in italiano e pubblicato con il titolo: L'uomo col cappello
- Riviera (1937)
- Ein Traum in Rot (1939) - tradotto in italiano e pubblicato con il titolo: Un sogno in rosso
- Mars im Widder (1941) - tradotto in italiano e pubblicato con il titolo: Marte in Ariete
- Beide Sizilien (1942) - tradotto in italiano e pubblicato con il titolo: Due Sicilie (romanzo)
- Der Graf von Saint Germain (1948) - tradotto in italiano e pubblicato con il titolo: Il conte di Saint-Germain
- Die Inseln unter dem Winde (1952)
- Der junge Moncada (1954) - tradotto in italiano e pubblicato con il titolo: Il giovane Moncada
- Der Graf Luna (1955) - tradotto in italiano e pubblicato nel 2022 con il titolo: Il conte Luna
- Das Finanzamt (1955)
- Das Goldkabinett (1957)
- Die vertauschten Briefe (1958)
- Das Halsband der Königin (1962)
- Die weiße Dame (1965)
- Die Hexen (1969)
- Pilatus (1967)
- Die Geheimnisse des Hauses Österreich (1971)
- Die Beschwörung (scritto sotto lo pseudonimo di G. T. Dampierre) (1974)

### Racconti
- Die Heiligen Drei Könige von Totenleben (1935) - tradotto in italiano e pubblicato con il titolo: I Re Magi di Totenleben
- Der Herr von Paris (1936) - tradotto in italiano e pubblicato con il titolo: Il signore di Parigi
- Der Baron Bagge (1936) - tradotto in italiano e pubblicato con il titolo: Il Barone Bagge
- Mona Lisa (1937)
- Strahlenheim (1938)
- Der zwanzigste Juli (1947) - tradotto in italiano e pubblicato con il titolo: Il venti di luglio
- Die drei Federn (1953)

### Biografie
- Prinz Eugen (1960)
- Naundorff (1961)

### Teatro
- Demetrius (1925)
- Ollapotrida (1926)
- Österreichische Komödie (1926)
- Erotik (1927)
- Flagranti (1927)
- Parforce (1928)
- Gelegenheit macht Liebe (o Quiproquo) (1928)
- Die Frau in der Wolke (1928)
- Die nächtliche Hochzeit (1929)
- Tumult (o Mariage) (in collaborazione con Paul Frank) (1929)
- Kavaliere (1930)
- Attraktion (o Transaktion) (in collaborazione con Paul Frank) (1930)
- Lauter Achter und Neuner (o Kapriolen) (1931)
- Liebesnächte (1931)
- Die Lützowschen Reiter (1932)
- Die Frau des Potiphar (1934)
- Die Abenteuer der Kascha (tratto dal romanzo Die Abenteuer eines jungen Herrn in Polen) (1934)
- Glastüren (1939)
- Tohuwabohu (o Remasun) (1939)
- Spanische Komödie (1948)
- Radetzky (1956)
- Das Finanzamt (tratto dal romanzo omonimo) (1956)
- Das Goldkabinett (tratto dal romanzo omonimo) (1957)
- Die Schwäger des Königs (1958)
- Die Thronprätendenten (1965)
- Die Hexe von Endor (1968)

### Traduzioni
- Die Verlobten - traduzione dall'italiano de I promessi Sposi di Alessandro Manzoni (1950)
- Gedichte  - traduzione dall'italiano di alcune poesie di Egle Marini (1958)
- Der Unwiderstehliche - traduzione dall'inglese di alcune poesie di Taylor e Skinner (1958)
- Die Dubarry - traduzione dall'inglese di Stanley Loomis (1960)
- Marino Marini, ein Lebensbild - traduzione dall'italiano (1961)
- Die Nonne von Monza - traduzione dall'italiano de La monaca di Monza di Mario Mazzucchelli (1962)
- Quartier für eine Nacht - traduzione dall'inglese del romanzo di Robert Louis Stevenson (1963)
- Wegen der Leute - traduzione dal francese del romanzo di Noel Peirce Coward (1963)